# 1999年の夏休み
『1999年の夏休み』（せんきゅうひゃくきゅうじゅうきゅうねんのなつやすみ）は、萩尾望都の漫画『トーマの心臓』を翻案した金子修介監督の青春映画。公開は1988年3月26日。深津絵里の映画デビュー作として知られる。出演する4人の少年役を女性が演じ、声優が声をあてるという演出がとられた。

## 概要
出演者は4人だけで、（公開当時の）近未来を舞台に少女が少年を演じるという大胆な演出がなされている。スタッフロールには萩尾の名も原作名もクレジットされていないが、金子は翻案という形で萩尾に製作許可を取っている。製作当初、金子が押井守に「これだけナーバスな映画を撮ってしまってこの後どういうものを撮ろうと思ってるの」「究極の一本を撮って終わりというんじゃないんだからな」と言われたことが映画パンフレットに記されている。
なお、1992年に脚本の岸田理生によるノベライズが角川ルビー文庫から刊行されている。
2014年には、金子修介監督の『少女は異世界で戦った』公開を記念して、9月12日に『1999年の夏休み』の35ミリフィルムでの上映会が開催されることが報じられた。
2018年には、公開30周年を記念してデジタルリマスター版が7月28日から上映された。新宿での上映では連日長蛇の列をなしたという。
2020年9月には、演出・構成を野口和美、ステージングをスズキ拓朗が手がけた舞台「1999年の夏休み 2020ver.」が上演された。「2020ver.」には朝田淳弥、テジュ、砂原健佑、千葉冴太、中嶋海央、清水ゆり、蜂谷眞未、石井愃一が出演した。また11月には別演出による「1999年の夏休み episode0」の上演が決定した。

## あらすじ
1999年の日本、山深い地に建つ全寮制の男子校が夏休みに入り、教師や職員も去った寮に、帰省しない3人の少年だけが残された。この学院では最近、悠という少年が行方不明になっていた。隣接する湖に落ちたと推測されたが、遺体は上がっていなかった。
中学3年生の和彦は心を閉ざし、人を愛さない少年だった。だが、美しく、皆から好かれていた。同級生の直人も和彦を密かに愛していたが、和彦は気づかない。2年生の則夫はミソッカスで、優しい直人を愛し、直人に愛される和彦を嫌っていた。そんな学院に、悠に瓜二つな転入生の薫が現れる。
悠など知らないと不快がる薫は、弱々しかった悠とは逆で物怖じしない少年だった。薫に「悠を殺したのか」と問われ、和彦は薫と殴り合いになる。実は、悠は和彦に遺書を残して湖に投身していた。おどおどした性格の悠を嫌った和彦が、わざと苛めて遠ざけた末の事件だった。
和彦は生意気な薫に好意を持って行く。直人は和彦が離れて行くことを案じる。ある夜、母親が死んだと電話連絡を受けて、薫が一人で帰郷した。和彦は心配して後を追い、学院まで付き添って戻る。則夫は夜に電話など掛かって来なかったと訝る。直人は、やはり薫は悠だと思い至る。母親の死が悠の経歴であることを直人は知っていたのだ。悠は、死ぬことで和彦の心に消えない印象を残し、違う個性に生まれ変わって、和彦の愛を手に入れたのだ。
和彦は薫に好きだと告白する。薫は、自分が悠であり、和彦を罰するために現れたと語った。和彦は、許される方法は一緒に死ぬことだと知り、薫と共に湖に飛び込む。直人と則夫に救助されて和彦は生還したが、薫の姿は消えていた。
そんな学院に、悠や薫にそっくりな、もう一人の転入生が到着した。

## キャスト
| 役名     | 役者                    | 声優       | 各人物が翻案元『トーマの心臓』のどの人物に対応するか |
| -------- | ----------------------- | ---------- | ---------------------------------------------------- |
| 植村悠   | 宮島依里                | 宮島依里   | トーマ・ヴェルナー                                   |
| 藤原薫   | 宮島依里                | 高山みなみ | エーリク・フリューリンク                             |
| 島田和彦 | 大寶智子                | 佐々木望   | ユリスモール・バイハン                               |
| 直人     | 中野みゆき              | 村田博美   | オスカー・ライザー                                   |
| 則夫     | 水原里絵 (現・深津絵里) | 水原里絵   | アンテ・ローエ                                       |

## スタッフ
- 監督 - 金子修介[1]
- 脚本 - 岸田理生[1]
- 撮影 - 高間賢治[1]
- 照明 - 安河内央之[1]
- 音楽 - 中村由利子[1]
- 製作者 - 岡田裕、岸栄司
- プロデューサー - 成田尚哉、肥田光久[1]
- ナレーション - 前田昌明